# Antichrist Superstar
Antichrist Superstar er det andet studiealbum fra den amerikanske rockband Marilyn Manson. Det udkom i 1996. Det var det første rigtig "mørke" album, og indeholdte numre som "Irresponsible Hate Anthem", "Dried Up, Tied & Dead To The World" og "Minute of decay".

## Track listing
Album er delt op i tre dele , kaldt "cycles" 
Alle tekster er af Marilyn Manson

### Cycle I – The Heirophant
1. Irresponsible Hate Anthem – 4:17
2. The Beautiful People – 3:38
3. Dried Up, Tied and Dead to the World – 4:15
4. Tourniquet – 4:29

### Cycle II – Inauguration of the Worm
1. Little Horn – 2:43
2. Cryptorchid – 2:44
3. Deformography – 4:31
4. Wormboy – 3:56
5. Mister Superstar – 5:04
6. Angel with the Scabbed Wings – 3:52
7. Kinderfeld – 4:51

### Cycle III – Disintegrator Rising
1. Antichrist Superstar – 5:14
2. 1996 – 4:01
3. Minute of Decay – 4:44
4. The Reflecting God – 5:36
5. Man That You Fear – 6:10
6. Down in the Park – 5:01 (Japan bonus track)
7. På de normale udgaver er numrene 17-98 stilhed på omkring 4 sekunder per nummer, nummer 99 er kendt som Empty Sounds Of Hate